# آثار الفيضانات على الجلد
في حالة حدوث فيضان، يتعرض العديد من السكان وموظفي الطوارئ لمياه غير نظيفة، مما قد يؤدي إلى عدة أنواع مختلفة من الأمراض الجلدية. تحتوي مياه الفيضانات على مسببات الأمراض والمواد الكيميائية الناتجة عن ملامسة مياه الصرف الصحي الخام والنفط والبنزين والمواد الكيميائية المنزلية مثل الدهانات (التي تحتوي أحيانًا على الرصاص) والمبيدات الحشرية. إن أحد المخاوف الرئيسية هو الإطلاق غير المقصود للملوثات على نطاق واسع من المواقع الصناعية أو الزراعية أو مواقع النفايات الخطرة. إن الخطورة غير المعروفة لتلوث مياه الفيضانات يمكن أن تثير مخاوف بشأن الإصابة بعدوى الجلد والالتهابات، فضلاً عن أمراض الجلد المرتبطة بالضغط النفسي.

## المظاهر الجلدية

### الأمراض المعدية
تم الإبلاغ عن حالات عدوى جلدية بكتيرية وفطرية بعد التعرض لمياه الفيضانات. يزداد خطر الإصابة بالعدوى في حالة الإصابة الرضحية للجلد وأيضًا في الأشخاص الذين يعانون من حالات كامنة معينة مثل مرض السكري والقصور الوريدي المزمن وقمع المناعة. تظل الكائنات العنقودية والعقدية هي الأسباب الأكثر شيوعًا للعدوى السطحية بعد حدوث الفيضانات. يرتبط التعرض لمياه الفيضانات بزيادة خطر الإصابة بالبكتيريا غير النمطية مثل (Vibrio Vulnificus) و (Mycobacterium marinum) عند التعرض للمياه المالحة والبكتيريا الهوائية عند التعرض للمياه العذبة الملوثة. يتعرض الأشخاص المصابون بتليف الكبد أو ضعف المناعة لخطر متزايد للإصابة بأمراض شديدة عند الإصابة بعدوى الفيبريو والأيروموناس. وقد تم الإبلاغ أيضًا عن حالات عدوى فطرية مثل سعفة الجسم خاصة في المناخات الدافئة الرطبة.

### التهاب الجلد التماسي
يحدث التهاب الجلد التماسي عندما يتلامس الجلد مع مواد كيميائية تسبب رد فعل، غالبًا ما يكون احمرارًا أو تورمًا أو حكة. غالبًا ما تحتوي مياه الفيضانات على مواد كيميائية مثل المبيدات الحشرية والمبيضات والمنظفات من الصناعات أو المنازل التي يمكن أن تسبب مثل هذا التفاعل.

### الإصابات الرضحية
يمكن أن تؤدي مياه الفيضانات إلى زيادة المخاطر المحتملة للإصابات الرضحية من الأشياء المخفية الملتقطة في الماء. ويشمل ذلك الأشياء الحادة (المعادن والزجاج والعصي) والصخور والمخاطر الكهربائية (خطوط الكهرباء المكسورة) والحيوانات التي يمكن نزوحها من مياه الفيضانات. 

### مظاهر أخرى
بالإضافة إلى ذلك، يمكن أن يؤدي الضغط النفسي المرتبط بحدث الفيضان إلى تفاقم الأمراض الجلدية الأولية النفسية والعاطفية، مما يؤدي إلى تفاقم الأمراض الجلدية الموجودة مسبقًا مثل: التهاب الجلد التأتبي، والثعلبة البقعية، والصدفية.

## الوقاية
في الأنظمة التي تعاني بالفعل من ضغوط ناجمة عن الكوارث الطبيعية، فإن الأمراض المحتملة المرتبطة بالعدوى الجلدية أو ردود الفعل التحسسية يمكن أن تكون مهددة للحياة ويمكن الوقاية منها من خلال التعرض المحدود واتخاذ تدابير السلامة بعد التعرض.
توصيات مراكز السيطرة على الأمراض والوقاية منها:
- تجنب ملامسة مياه الفيضانات في حالة وجود جرح مفتوح.
- تغطية الجروح النظيفة والمفتوحة بضمادة مقاومة للماء لتقليل فرصة الإصابة بالعدوى.
- الحفاظ على الجروح المفتوحة نظيفة قدر الإمكان عن طريق غسلها جيدًا بالصابون والماء النظيف.
- إذا ظهر احمرار أو تورم أو نزيف في الجرح، فيجب طلب الرعاية الطبية الفورية.